# Aspidiophorus polystictos
Aspidiophorus polystictos är en djurart som tillhör fylumet bukhårsdjur, och som beskrevs av Francesco Balsamo och Todaro 1987. Aspidiophorus polystictos ingår i släktet Aspidiophorus och familjen Chaetonotidae. Inga underarter finns listade i Catalogue of Life.